# Muro di fuoco
Muro di fuoco (titolo originale Brandvägg) è un romanzo giallo dello scrittore svedese Henning Mankell pubblicato in Svezia nel 1998.
È l'ottava storia della saga del commissario di polizia Kurt Wallander ed è ambientata, come la maggior parte delle altre, a Ystad, Svezia.
La prima edizione italiana del romanzo è stata pubblicata nell'anno 2005 da Marsilio.

## Trama
Romanzo del genere giallo, che spazia dai disagi adolescenziali in una società sempre più estraniante all'avvento dell'informatica e delle comunicazioni globali,  ed ai 'vecchi'  che faticano a comprendere sia le une che le altre. Tra i molti temi toccati, oltre a quello della violenza dei giovani adolescenti, vi è quello della vulnerabilità di una società sempre più retta  da tecnologie complesse ma anche fragili.
Come già in altre saghe (si veda ad esempio quella dell'87º Distretto dello scrittore Ed McBain) oltre alla vicenda principale, nei romanzi viene via via sviluppata  la storia personale del protagonista.
Si assiste anche ad un conflitto con uno dei suoi più stretti collaboratori che, nel tentativo di prenderne il posto, non esita a metterlo in cattiva luce mettendone in dubbio le capacità.
In questo ottavo romanzo Linda, la figlia "ribelle" dell'ispettore Wallander annuncia l'intenzione di voler entrare nel corpo di polizia seguendo così le orme del padre.
Nella storia vengono presentati molti fatti e non a tutti lo scrittore dà una risposta, soluzione inconsueta, perché tradizione vuole che al genere poliziesco lo scrittore riservi una spiegazione ai fatti narrati, per quanto strani questi possano sembrare.

## Edizioni
- Henning Mankell, Muro di fuoco, traduzione di Giorgio Puleo, Marsilio, 2005. ISBN 88-317-7213-9.
- Henning Mankell, Muro di fuoco, traduzione di Giorgio Puleo, RL Libri, 2006. ISBN 88-462-0838-2.
- Henning Mankell, Muro di fuoco, traduzione di Giorgio Puleo, Marsilio, 2009. ISBN 978-88-317-9745-0.
- Henning Mankell, Muro di fuoco, traduzione di Giorgio Puleo, Marsilio, 2010. ISBN 978-88-317-0671-1.
- Henning Mankell, Muro di fuoco, traduzione di Giorgio Puleo, Universale Economica Feltrinelli, 2019. ISBN 978-88-297-0052-3.